# Bluff City Law
Bluff City Law es una serie de televisión estadounidense de drama legal creada por Dean Georgaris y Michael Aguilar, que se estrenó el 23 de septiembre de 2019 en NBC.

## Sinopsis
Ambientada en Memphis, Tennessee, «la serie sigue a los abogados de un bufete de abogados de élite de Memphis que se especializa en los casos de derechos civiles más controvertidos, liderado por el legendario abogado Elijah Strait (interpretado por Jimmy Smits) y su brillante hija, Sydney». Este es el tercer papel de Smits representando a un abogado en una serie de la cadena NBC en horario de máxima audiencia, siendo las dos series anteriores L.A. Law y Outlaw.

## Elenco
- Jimmy Smits como Elijah Strait, un abogado de derechos civiles considerado como uno de los litigantes más exitosos de su generación.
- Caitlin McGee como Sydney Strait, la hija de Elijah y una antigua abogada corporativa. Regresa a la empresa de su padre a pesar de las tensiones persistentes derivadas de su partida tres años antes.
- Barry Sloane como Jake Reilly, un socio principal de Strait & Associates.
- Michael Luwoye como Anthony Little, un socio de Strait & Associates y antiguo amigo de la escuela de derecho de Sydney.
- Stony Blyden como Emerson, un asistente legal introvertido que trabaja bajo las órdenes de Elijah. El episodio piloto revela que es el hermanastro de Sydney de una aventura que tuvo su padre.
- Jayne Atkinson como Della Bedford, una socia mayoy en Strait & Associates y la más vieja amiga y confidente de Elijah.
- MaameYaa Boafo como Briana Logan, una asistente legal experimentada que es mentora de Emerson.
- Mo Gallini como Edgar Soriano, un hombre que sufre de cáncer avanzado debido a la exposición a una sustancia química tóxica. Él es el primer cliente que Sydney representa cuando se reincorpora a Strait & Associates.

## Episodios
| N.º | Título                        | Dirigido por      | Escrito por                                                            | Fecha de emisión original | Código de prod. | Audiencia (millones) |
| --- | ----------------------------- | ----------------- | ---------------------------------------------------------------------- | ------------------------- | --------------- | -------------------- |
| 1 | «Pilot»                       | Jessica Yu        | Historia de: Michael Aguilar y Dean Georgaris Guion de: Dean Georgaris | 23 de septiembre de 2019  | 101             | 4.61                 |
| Después del funeral de su madre Carolyn, Elijah le pide a su hija abogada corporativa Sydney Strait que se reincorpore a su firma tres años después de que ella se alejara de él. Sydney inicialmente se niega debido a la mala sangre entre ellos, pero más tarde está de acuerdo y toma un papel principal en el último caso de la firma como parte de una demanda contra el gigante químico Amerifarm por encubrir la evidencia de que uno de sus productos, Greencoat, causó cáncer. Ella convence a su padre para que su cliente, Edgar Soriano, presente una demanda por separado con el fin de obtener un juicio más rápido. Sin embargo, después de ser citada por desacato cuando pierde el control de su temperamento en la corte, Sydney admite que no siente que puede manejar la presión de perder el caso. Elijah habla con ella, y los dos se reconcilian. Cuando el equipo legal de Amerifarm desacredita a todos sus testigos, Sydney localiza a un médico que demostró que Greencoat era peligroso, la pone en el estrado y le pide que se disculpe con Edgar desafiando las instrucciones del juez; esto hace que el jurado decida a su favor. El mejor abogado de Elijah, Jake Reilly, consigue una gran victoria cuando convence a un hombre erróneamente condenado por asesinato para que firme una apelación de su caso. |                               |                   |                                                                        |                           |                 |                      |
| 2 | «You Don't Need a Weatherman» | Adam Davidson     | Dean Georgaris                                                         | 30 de septiembre de 2019  | 102             | 4.25                 |
| Emma Sutton, amiga de Elijah, está a punto de perder su granja tras ser demandada por el fabricante de semillas Terrenial, una de las muchas víctimas de un plan para sembrar campos privados con el producto de Terrenial y luego obligar a los cultivadores a seguir comprándolo o arriesgarse a perder sus tierras por infracción de patente. La firma se hace cargo del caso de Emma, pero pronto se da cuenta de que no hay buenos argumentos en contra de la mala conducta de la compañía. Sin embargo, después de enterarse de que Terrenial ha participado en el acoso sistémico de los agricultores, deciden utilizar el enfoque RICO para pintar Terrenial como un sindicato del crimen. Sydney acepta la posición de Emerson en la firma y le dice que no se vaya por ella. Anthony ayuda a dos hermanos peleadores a darse cuenta de que sus peleas están poniendo en riesgo el restaurante de su familia, y se reconcilian. Terrenial hace arreglos para que un testigo clave desaparezca antes de que pueda ser citado; en respuesta, Elijah llama a su CEO al estrado y le hace incriminarse a sí mismo, llevando a que sea arrestado por manipulación de testigos y forzando a Terrenial a resolver el caso de Emma. Jake le informa a George que las pruebas de ADN utilizadas en su contra eran inexactas, y que su caso puede finalmente ir a juicio. |                               |                   |                                                                        |                           |                 |                      |
| 3 | «25 Years to Life»            | John Terlesky     | Bill Chais                                                             | 7 de octubre de 2019      | 103             | 3.71                 |
| Jake y Elijah se preparan para el nuevo juicio de George, conscientes de que ambos deben desacreditar a los testigos del estado y la propia confesión grabada de George. El exinstructor de derecho de Sydney y Anthony les pide que presenten una petición para cambiar legalmente su edad de 62 a 42 años. Jake visita a Connor Markes, el abogado que originalmente representó a George, para pedir ayuda, pero Markes se niega, ya que siente que George lo traicionó al darse por vencido después de haber pasado cinco años defendiéndolo. Sydney le admite a Jake que fue adoptada por Elijah cuando era bebé, razón por la cual se siente amenazada por Emerson. En el juicio, Jake elimina a los dos testigos pero es incapaz de contrarrestar a la tercera, la madre de la víctima, lo que lo perturba profundamente. Un Markes arrepentido proporciona una pista que conduce a la evidencia que expone el testimonio de la madre como demasiado poco confiable para contarlo en contra de George. Enfrentando una posible vergüenza, la oficina del fiscal de distrito hace un trato para exonerarlo de todos los cargos. La petición es denegada, pero el instructor admite que sólo quería usar los argumentos que sus antiguos alumnos hicieron para presentar una demanda ante el Tribunal Supremo. Sydney acepta que aunque no es la hija biológica de Elijah, sigue siendo su hija y nada cambiará eso. |                               |                   |                                                                        |                           |                 |                      |
| 4 | «Fire in a Crowded Theather»  | Mark Polish       | Taylor Hamra                                                           | 14 de octubre de 2019     | 105             | 3.39                 |
| Una protesta contra un grupo de extrema derecha termina con una estudiante de derecho, Ashley Webster, siendo asesinada a tiros; su familia contrata a Elijah para que los represente en una demanda civil de 20 millones de dólares contra la fundadora del grupo, Campbell Mathers. Sydney no está de acuerdo con su padre, ya que cree que se equivoca al cuestionar la Primera Enmienda, por lo que elige a Anthony para que actúe como segundo presidente en el juicio. Della le pide a Sydney que le ayude a determinar a quién se le debe conceder la herencia de un amigo fallecido de su madre que murió sin un testamento. Jake le pide consejo a Della sobre George, quien está en contra de demandar al estado por daños y perjuicios a pesar de no tener otra fuente de ingresos. En la corte, los argumentos de Elijah y Anthony son fácilmente rechazados por la abogada de Mathers, la abogada de ACLU Rachel Madsen. Entonces Eljah pierde la compostura e intenta atacar a Mathers por insultar la memoria de su esposa, lo que hace que sea declarado en desacato a la corte. Sydney decide que la finca será puesta en un fondo para apoyar a un parque local. El jurado falla a favor de la familia Webster, y Rachel especula que Elijah usó un poco de teatro para ganárselos. Jake le dice a George la dura verdad y acepta la demanda. |                               |                   |                                                                        |                           |                 |                      |
| 5 | «When The Levee Breaks»       | Andy Wolk         | Mike Daniels                                                           | 21 de octubre de 2019     | 104             | 3.50                 |
| Una adolescente llamada Erika le pide a los Estrados que demande al gobierno de Estados Unidos por el cambio climático que causó la inundación de su pueblo por el Mississippi. Después de visitar el destartalado motel donde ella y su familia viven ahora, deciden tomar el caso, presentando una demanda contra el Cuerpo de Ingenieros del Ejército por no haber construido un dique adecuado para proteger la ciudad. En la corte, sin embargo, la defensa revela que el Cuerpo no es responsable de las inundaciones; Sydney termina añadiendo casi una docena de nuevos acusados a la demanda, reduciendo drásticamente sus probabilidades de éxito. Reconociendo que no pueden permitirse el lujo de defraudar a la idealista Erika, la firma utiliza una estrategia de responsabilidad alternativa para transferir la responsabilidad a todos los acusados. Con Erika proporcionando una refutación corta, pero sincera, al argumento final de la defensa, Sydney es capaz de forzar un acuerdo en el que se construirá un nuevo sistema de diques y se proporcionará una vivienda adecuada para los desplazados. Della ayuda a un viejo músico de blues a conseguir los derechos de autor que cedió hace años a una canción acreditada a su mejor amigo, a la vez que le hace enfrentarse a sus sentimientos románticos no realizados por la esposa de su amigo fallecido. Jake le pide a George que se mude con él mientras trabaja para probar su inocencia. |                               |                   |                                                                        |                           |                 |                      |
| 6 | «The All-American»            | Matthew Penn      | Lisa Morales                                                           | 28 de octubre de 2019     | 106             | 3.56                 |
| El futbolista retirado Marcus Wright contrata a la firma para demandar al estado de Tennessee para que pueda morir con dignidad debido a su esclerosis lateral amiotrófica. Siguiendo el consejo de su pastor, Elijah pasa varios días con Marcus y su familia para ayudar a superar su renuencia a aceptar un caso tan difícil. Sydney, mientras tanto, decide demandar a la organización que representa a los atletas universitarios para obligarlos a pagar por el tratamiento de Marcus, un caso que requiere que ella y Jake acepten que el caso será decidido a través de arbitraje. Della se entera de que su hijo Eric, que está separado, no asistirá a una gala en honor a sus esfuerzos por abogar por las personas LGBT. Sydney recibe por correo los papeles formales del divorcio, lo que refuerza su convicción de obtener justicia para la familia de Marcus. El árbitro decide a favor de la universidad, pero Elijah puede ganar el caso de Marcus usando la Octava Enmienda para argumentar que forzarlo a vivir en contra de sus deseos constituye un castigo cruel e inusual. La firma hace arreglos para que se establezca un fondo con donaciones privadas para ayudar a la familia Wright a cubrir su hipoteca y pagar por el tratamiento posterior. En la gala, Elijah y Sydney comparten un momento privado de recuerdo de Carolyn. |                               |                   |                                                                        |                           |                 |                      |
| 7 | «American Epidemic»           | Catriona McKenzie | Steve Lichtman                                                         | 4 de noviembre de 2019    | 107             | 3.20                 |
| Jason Glassman, un fiscal y exmiembro de la firma, pierde a su esposa Kate por una sobredosis de opioides. Elijah se las arregla para que él y Sydney presten juramento como ADA temporales para procesar al Dr. Lee Pyle, el propietario de la clínica responsable de recetar los opiáceos. Sin embargo, el caso se desbarata rápidamente cuando se revela que Kate realmente murió por consumir heroína, lo que significa que el Dr. Pyle no podría ser considerado responsable sin más pruebas. Briana y Sydney pueden engañar a uno de los asociados de Pyle para que admita que sus clínicas han estado cometiendo fraude contra Medicare en secreto, forzando a Pyle a aceptar 15 años de prisión y la rotación de todos sus bienes para evitar una sentencia más larga. Elijah lucha con sus sentimientos cuando conoce a Ana, una divorciada que claramente se siente atraída por él. Della le dice que aunque puede ser natural para él querer honrar la memoria de Carolyn permaneciendo soltero, necesita empezar a salir con alguien si quiere ser feliz de nuevo. George tiene una discusión con su exesposa, diciéndole que lo olvide y que no quiere lidiar con el dolor de sus años perdidos, dejando a Jake preocupado de que tal vez nunca sea capaz de enfrentar los desafíos que enfrentan los ex prisioneros que se reintegran a la sociedad. |                               |                   |                                                                        |                           |                 |                      |
| 8 | «Need to Know»                | Janice Cooke      | Lynn Sternberger                                                       | 11 de noviembre de 2019   | 108             | 3.59                 |
| Las viejas heridas se reabren cuando Elijah acepta ayudar a la madre de Emerson, la General del ejército Virginia Howe, en sus esfuerzos por exponer un supuesto encubrimiento de un sistema de geolocalización defectuoso que podría dañar vidas estadounidenses. Durante las declaraciones, el principal testigo de la demandante es desacreditado, por lo que la General Howe pide que se la ponga en el estrado en su lugar, a pesar del hecho de que podría ser licenciada y encarcelada deshonrosamente por hacerlo. Antes de que ella pueda, el caso es desechado cuando el Departamento de Defensa interviene. Sydney está angustiada por los cálidos sentimientos de su padre hacia su amante, pero sin embargo sigue trabajando en el caso. Della obliga a su anciano padre Buzz a ceder la propiedad de su destilería a Eric; a cambio, él la repudia por negarse a trabajar para él. Emerson descubre que el general Ardmore, superior de Howe, no reveló sus vínculos comerciales con el fabricante del sistema, que Sydney utiliza para forzar la reapertura del caso. Ardmore es puesto bajo investigación, y el sistema es retirado. Elijah se separa de Howe, pero están de acuerdo en mantenerse en contacto lo mejor que puedan. Jake, con la ayuda de Briana, encuentra pruebas que apuntan al verdadero asesino en el caso de George. |                               |                   |                                                                        |                           |                 |                      |
| 9 | «Ave Maria»                   | Erica Dunton      | Maya Dunbar                                                            | 18 de noviembre de 2019   | 109             | 3.52                 |
| La firma se enfrenta a la Iglesia cuando Elijah acepta la petición de su pastor de representar a Ava Fuller, una exmaestra despedida por concebir un hijo a través de FIV en violación de las reglas de la Iglesia que quiere demandar por discriminación. El caso divide a Elijah y Sydney, ya que esta última siempre ha estado en desacuerdo con la idea de que la fe es algo que debe ser aceptado ciegamente sin pruebas de su existencia; la decisión de Elijah de no usar tácticas sucias aunque sabe que la iglesia también la molestará. Anthony se involucra cuando al sobrino de Briana, Maceo, se le niega el derecho a participar en la lucha universitaria por negarse a cortar sus rastas. Al argumentar que las reglas que rigen la vestimenta y la apariencia de los atletas son racialmente sesgadas, él puede cambiarlas a tiempo para que Maceo pueda participar. En el tribunal, el argumento de la defensa de que la Iglesia necesita ser capaz de establecer sus propias reglas sin la interferencia del Estado demuestra que es demasiado para superar. La empresa pierde, pero Ava y su esposo Blake siguen comprometidos con su sueño de comenzar una familia y criar a su hijo en la Iglesia. George recibe una disculpa formal del estado de Tennessee junto con su compensación, pero claramente se siente incómodo con la atención. |                               |                   |                                                                        |                           |                 |                      |
| 10 | «Perfect Day»                 | John Terlesky     | Bill Chais                                                             | 25 de noviembre de 2019   | 110             | 3.25                 |
| La excompañera de clase de Sydney, Layla Hosmani, la acecha por desesperación: su país natal, Arabia Saudita, está buscando su extradición por falsos cargos de terrorismo después de que amenazara con exponer a un funcionario del gobierno por orquestar el asesinato de un diplomático extranjero. Sydney hace que Briana lleve a Layla a un lugar seguro y se niega a revelarla cuando un tribunal se lo ordena; la arrestan y le dicen que la inhabilitarán por ello. Cuando Elijah intenta desacreditar a los testigos proporcionados por los saudíes para justificar sus acusaciones, se entera de que tienen al hermano mayor de Layla bajo custodia y probablemente lo asesinarán si ella no se entrega. Laila está dispuesta a hacerlo, pero Elijah la convence de lo contrario. El equipo atrae a dos agentes saudíes al hotel de Layla antes de que los agentes de policía los detengan a puerta cerrada, lo que obliga al juez a desestimar el caso y a la fiscalía a aceptar ofrecer asilo a Layla y a su hermano. Sydney es liberada y se las arregla para conseguir que un cliente que recogió en la cárcel por cargos de vandalismo antes de unirse a la familia para el Día de Acción de Gracias. En medio de las festividades, la policía llama a Jake por George. Jake se va pensando que George debe haber «subido a una torre» como lo había hecho antes. Pero cuando llega a la escena, Jake es informado de que George ha saltado de un puente suicidándose, después de hacer las paces con su hijo adulto. George deja un mensaje de voz para Jake, agradeciéndole todo lo que ha hecho por él. Con el corazón roto, Jake va a ver a Sydney en busca de consuelo y la besa apasionadamente. Pero se escapa cuando ve a Robbie, el exesposo de Sydney, bajando las escaleras. |                               |                   |                                                                        |                           |                 |                      |

## Producción

### Desarrollo
El 10 de enero de 2019, se anunció que NBC había a la serie, una orden de la producción del piloto. El piloto fue escrito por Dean Georgaris, quien produce junto a David Janollari y Michael Aguilar. Las compañías de producción involucradas con el piloto incluyen a David Janollari Entertainment y Universal Television. El 6 de mayo de 2019, se anunció que NBC había ordenado la producción de la serie, junto con Sunnyside. Un día después, se anunció que la serie se estrenaría en el otoño de 2019 y se emitiría el lunes por la noche en la temporada televisiva 2019–20 a las 10:00 p. m. El diario de Memphis, The Commercial Appeal, informó en junio, que la serie probablemente se rodaría en la ciudad, a partir del 22 de julio, por una orden inicial de 10 episodios. El estreno de la serie está previsto para el 23 de septiembre de 2019. El 8 de agosto de 2019, la NBC ordenó seis episodios adicionales, dejando la temporada con un total de 16 episodios. El 17 de octubre de 2019, se anunció que la orden de los seis episodios adicionales fue cancelada y la orden se redujo a 10 episodios.

### Casting
En febrero de 2019, se anunció que Jimmy Smits, Caitlin McGee, Barry Sloane, y Michael Luwoye habían sido elegidos en los papeles principales para el piloto. Junto con el anuncio de la producción del piloto, en marzo de 2019 se informó que Stony Blyden, Jayne Atkinson y MaameYaaa Boafo se habían unido al elenco.

## Lanzamiento

### Marketing
El 12 de mayo de 2019, NBC lanzó el primer tráiler oficial de la serie.

## Recepción

### Críticas
En Rotten Tomatoes la serie tiene un índice de aprobación del 30%, basado en 10 reseñas, con una calificación promedio de 6.92/10. El consenso crítico del sitio dice, «Aunque los procedimientos de Bluff City Law a menudo parecen obsoletos, los fans de Jimmy Smits y Caitlin McGee pueden encontrar consuelo en sus ritmos familiares». En Metacritic, tiene puntaje promedio ponderado de 46 sobre 100, basada en 9 reseñas, lo que indica «criticas mixtas o medias».

### Audiencias
| N.º | Título                        | Fecha de emisión         | ÍA/CP (18–49) | Audiencia (millones) | DVR (18–49) | Audiencia DVR (millones) | Total (18–49) | Audiencia total (millones) |
| --- | ----------------------------- | ------------------------ | ------------- | -------------------- | ----------- | ------------------------ | ------------- | -------------------------- |
| 1   | «Pilot»                       | 23 de septiembre de 2019 | 0.8/4         | 4.61                 | 0.4         | 3.05                     | 1.2           | 7.66                       |
| 2   | «You Don't Need a Weatherman» | 30 de septiembre de 2019 | 0.7/4         | 4.25                 | 0.3         | 2.86                     | 1.0           | 7.11                       |
| 3   | «25 Years to Life»            | 7 de octubre de 2019     | 0.6/3         | 3.71                 | 0.3         | 2.79                     | 0.9           | 6.50                       |
| 4   | «Fire in a Crowded Theater»   | 14 de octubre de 2019    | 0.5/3         | 3.39                 | —           | 2.03                     | —             | 6.12                       |
| 5   | «When the Levee Breaks»       | 21 de octubre de 2019    | 0.5/3         | 3.50                 | 0.3         | 2.47                     | 0.8           | 5.96                       |
| 6   | «The All-American»            | 28 de octubre de 2019    | 0.5/3         | 3.56                 | 0.3         | 2.32                     | 0.8           | 5.88                       |
| 7   | «American Epidemy»            | 4 de noviembre de 2019   | 0.5/3         | 3.20                 | 0.2         | 2.45                     | 0.7           | 5.66                       |
| 8   | «Need to Know»                | 11 de noviembre de 2019  | 0.5/3         | 3.59                 | —           | 2.41                     | —             | 6.08                       |
| 9   | «Ave Maria»                   | 18 de noviembre de 2019  | 0.5/3         | 3.52                 | —           | 2.33                     | —             | 5.88                       |
| 10  | «Perfect Day»                 | 25 de noviembre de 2019  | 0.5/3         | 3.25                 | —           | —                        | —             | —                          |